# Placówka Straży Celnej „Żarnowiec”

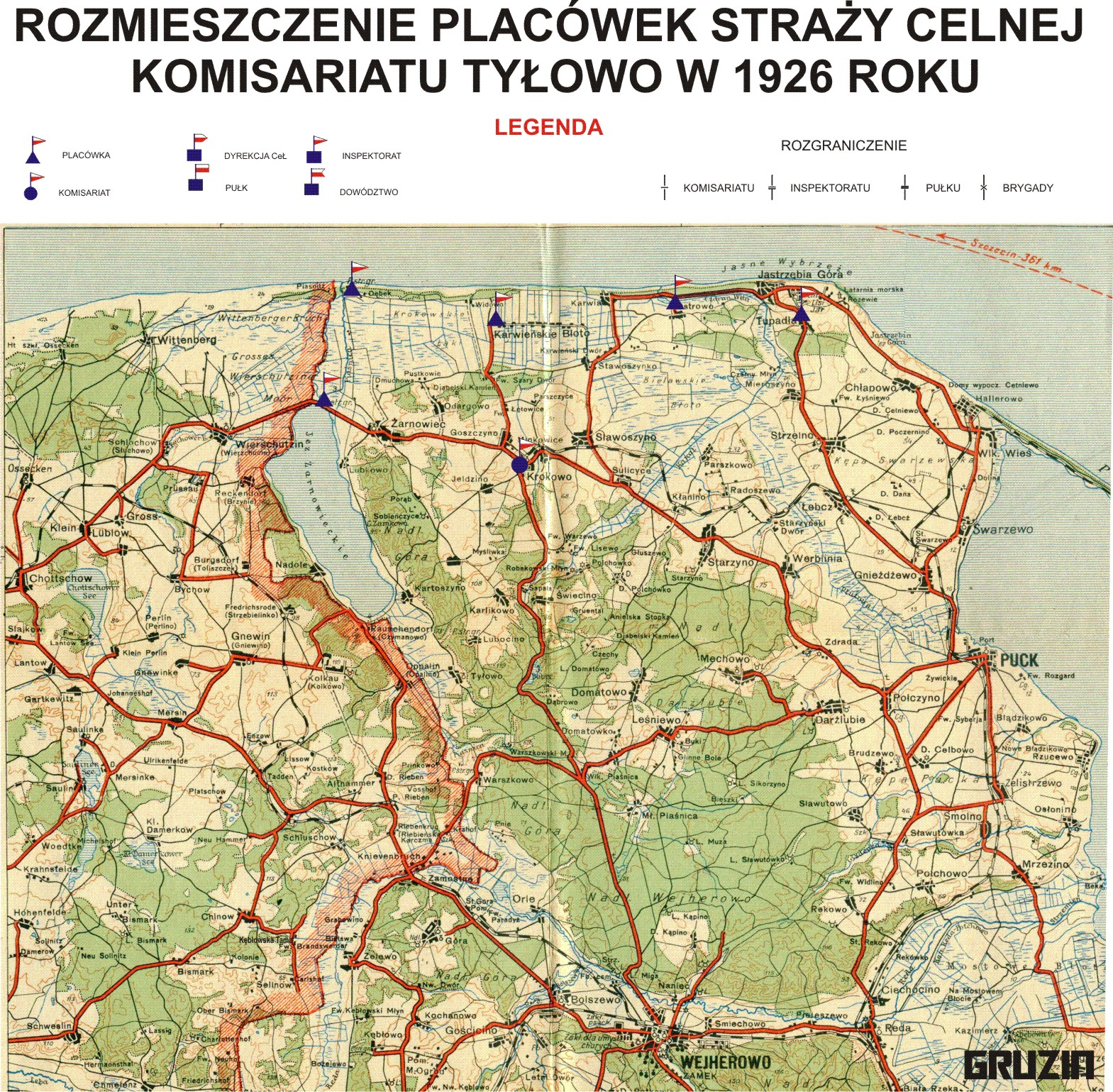
Komisariat Krokowo

Placówka Straży Celnej „Żarnowiec” – jednostka organizacyjna Straży Celnej pełniąca w okresie międzywojennym służbę ochronną na granicy polsko-niemieckiej.

## Formowanie i zmiany organizacyjne
Na wniosek Ministerstwa Skarbu, uchwałą z 10 marca 1920 roku, powołano do życia Straż Celną. Jednostki Straży Celnej rozpoczęły przejmowanie odcinków granicy od pododdziałów Batalionów Celnych. W 1921 roku w Krokowie stacjonował sztab 3 kompanii 19 batalionu celnego. 3 kompania celna wystawiła między innymi placówkę w Żarnowcu. Proces tworzenia Straży Celnej trwał do końca 1922 roku. Placówka Straży Celnej „Żarnowiec” weszła w podporządkowanie komisariatu Straży Celnej „Krokowo” z Inspektoratu SC „Wejherowo”.
W drugiej połowie 1927 roku przystąpiono do gruntownej reorganizacji Straży Celnej. W praktyce skutkowało to rozwiązaniem tej formacji granicznej. Ochronę północnej, zachodniej i południowej granicy państwa przejęła powołana z dniem 2 kwietnia 1928 roku Straż Graniczna.
Rozkazem nr 2 z 19 kwietnia 1928 roku w sprawie organizacji Pomorskiego Inspektoratu Okręgowego dowódca Straży Granicznej gen. bryg. Stefan Pasławski określił strukturę organizacyjną komisariatu SG „Krokowa”. Placówka Straży Granicznej I linii „Żarnowiec” znalazła się w jego strukturze.

## Służba graniczna
Sąsiednie placówki
- placówka Straży Celnej „Dębki” ⇔ placówka Straży Celnej „Nadole” – 1926[9]

## Funkcjonariusze placówki
Kierownicy placówki
| stopień    | imię i nazwisko, numer  | okres pełnienia służby | kolejne stanowisko |
| ---------- | ----------------------- | ---------------------- | ------------------ |
| przodownik | Wojciech Pakulski (785) | był w 1926             |                    |

Obsada personalna placówki w 1926:
- przodownik Wojciech Pakulski (785)
- starszy strażnik Władysław Piotrowski (2218)
- strażnik Leon Sikora (813)
- strażnik Jan Michalek (738)
- strażnik Tomasz Kromski (655)
- strażnik Stanisław Sudolski (846)
- strażnik Franciszek Dąbrowski (2911)
- Bernard Turek (3234)